# Cyanopterus pallidicolor
Cyanopterus pallidicolor är en stekelart som först beskrevs av Turner 1918.  Cyanopterus pallidicolor ingår i släktet Cyanopterus och familjen bracksteklar. Inga underarter finns listade i Catalogue of Life.